# Olha Shevchuk
Olha Shevchuk es una deportista ucraniana que compitió en natación sincronizada. Ganó una medalla de bronce en el Campeonato Europeo de Natación de 2008, en la prueba combinación libre.

## Palmarés internacional
| Campeonato Europeo | Campeonato Europeo       | Campeonato Europeo | Campeonato Europeo |
| Año                | Lugar                    | Medalla            | Prueba             |
| ------------------ | ------------------------ | ------------------ | ------------------ |
| 2008               | Eindhoven (Países Bajos) | Medalla de bronce  | Combinación libre  |